# Worthing

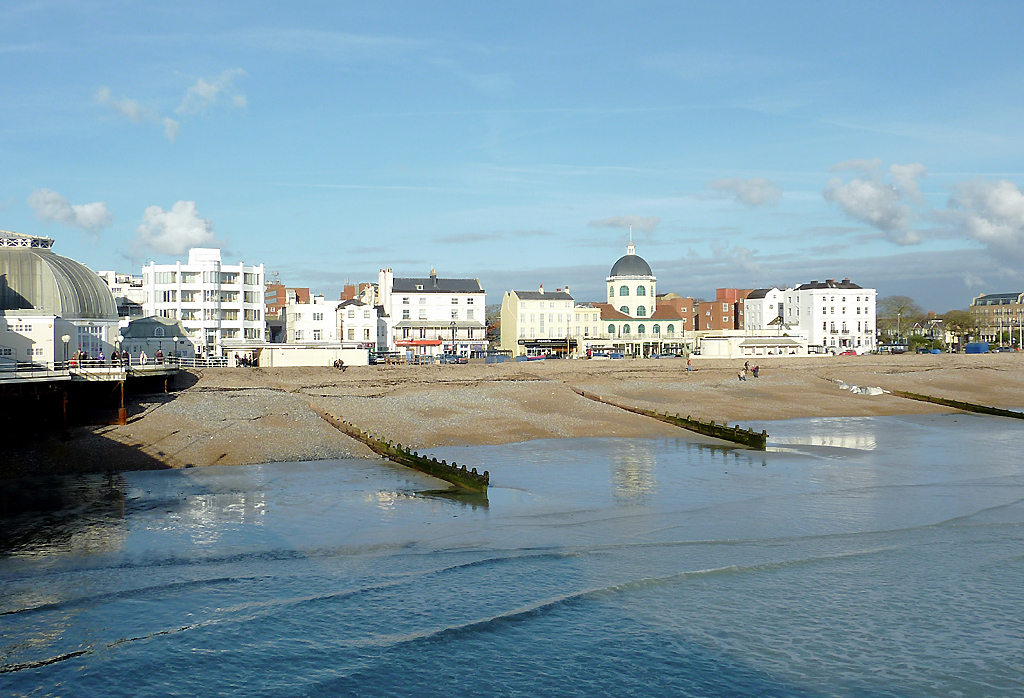
Worthing – Uferpromenade

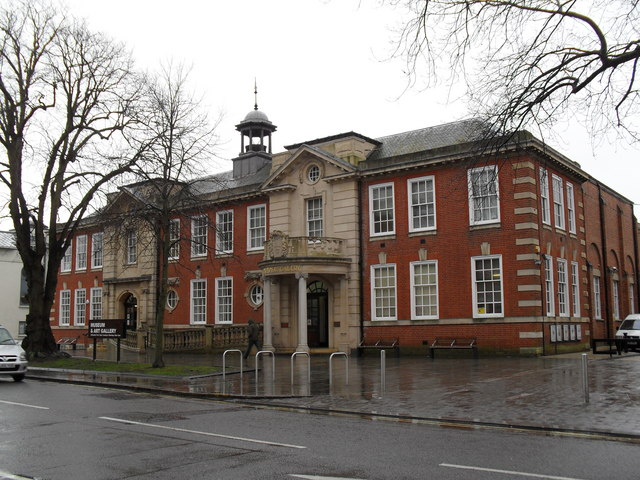
Worthing History and Arts Gallery

Worthing ist eine südenglische Stadt in der Grafschaft (county) West Sussex mit ca. 110.000 Einwohnern und einer Fläche von 32,48 km².

## Lage
Worthing liegt an der Südküste Englands in einer Höhe von ca. 7 m. Die Stadt befindet sich etwa 15 km westlich des Seebads Brighton bzw. ca. 110 km südlich von London.

## Geschichte und Wirtschaft
Der Ort wurde bereits im Domesday Book erwähnt, damals hatte er 22 Einwohner. Im Jahr 1803 betrug die Einwohnerzahl des kleinen Fischerortes ca. 2500. Worthing ist vor allem – seit dem späten 18. Jahrhundert – als Kurort bekannt. Viele Sprachreiseveranstalter bieten Sprachreisen nach Worthing an.

## Sehenswürdigkeiten
- Die Strände von Worthing sind überwiegend kiesig; nur bei Ebbe (low tide) zeigt sich ein schmaler Sandstreifen am Meeresufer.
- Die überwiegende Zahl der Bauten (darunter auch 3 Theater) stammen aus dem späten 19. und frühen 20. Jahrhundert.
- Das Regionalmuseum der Worthing History and Arts Gallery enthält unter anderem zahlreiche Funde aus John Pulls Ausgrabungen der neolithischen Feuersteinbergwerke von Sussex, wie Cissbury und Blackpatch. Die meisten Exponate stammen jedoch aus der Lokal- und Regionalgeschichte.

## Sonstiges
Im Jahr 1894 hat Oscar Wilde in Worthing das Theaterstück The Importance of Being Earnest geschrieben. Eine der Personen des Stücks, Jack Worthing, wurde darin nach dem Endbahnhof der Stadt, gelegen an einer lokalen Eisenbahnstrecke, benannt.

## Söhne und Töchter der Stadt
- Thomas Sackville, 1. Earl of Dorset (1536–1608), Staatsmann, Dramatiker und Dichter
- Frederick George Miles (1903–1976), Geschäftsmann und Flugzeugkonstrukteur
- Patrick Gordon Walker (1907–1980), Politiker
- George Ansell (1909–1988), Fußballspieler
- Harry Hay (1912–2002), US-amerikanischer Aktivist
- Christopher Hewett (1922–2001), Schauspieler
- Eric Parsons (1923–2011), Fußballspieler
- John Forbes-Robertson (1928–2008), Schauspieler
- Richard Best (1933–2014), Diplomat
- John Richardson (1934–2021), Schauspieler
- Elizabeth Moody (1939–2010), Schauspielerin und Theaterregisseurin
- Anthony A. Barrett (* 1941), Althistoriker
- Mickey Jupp (* 1944), Musiker
- Brian Yeo (* 1944), Fußballspieler
- Sally-Anne Stapleford (* 1945), Eiskunstläuferin
- Peter Wight (* 1950), Schauspieler
- David Leadbetter (* 1952), Golftrainer
- Nicollette Sheridan (* 1963), US-amerikanische Schauspielerin
- Delaine Le Bas (* 1965), Mixed Media-Künstlerin
- Gregory Barker (* 1966), Politiker
- Jonathan Cake (* 1967), Schauspieler
- Lucy Robinson (* 1968), Schauspielerin
- Gwendoline Christie (* 1978), Schauspielerin
- Emily Borthwick (* 1997), Hochspringerin
- Russ Cook (* 1997), Extremsportler
- Brenock O’Connor (* 2000), Schauspieler
- Lui Maxted (* 2003), Tennisspieler

Die vor allem als Liveband erfolgreiche britische Bluesrock-Band Steamhammer gründete sich im Jahr 1968 in Worthing.

## Städtepartnerschaften
- Elzach
- Gutach im Breisgau
- Simonswald
- Waldkirch
- Les Sables-d’Olonne